# 卡通卡通
卡通卡通（Cartoon Cartoons）是卡通頻道的喜劇動畫影集系列。本來是專指Scholastic、Hanna-Barbera、Cartoon Network Studios以及Frederator Studios製作的卡通，但經過了許多年，像是Warner Bros. Animation、a.k.a. Cartoon、Kino Films、Boulder Media、Stretch Films、Ragdoll Productions、Curious Pictures以及Renegade Animation等工作室也會替Cartoon Network製作這個系列的卡通。在2003年以後，卡通頻道已經停止使用了卡通卡通這個名稱。